# 鳥栖市立基里中学校
鳥栖市立基里中学校（とすしりつ きざとちゅうがっこう）は、佐賀県鳥栖市原町にある公立中学校。

## 概要
歴史
1947年（昭和22年）の学制改革の際に、新制中学校として発足。現校名になったのは1954年（昭和29年）。2022年（令和4年）に創立75周年を迎えた。
校訓
「学ぼう、築こう、鍛えよう」
校章
基里は本来「きざと」と読まれるが、里の文字を音読みにすると「きり」と読める。それが「桐」と同じ読みになることから、桐紋の上に「中」の文字を配しした校章となっている。　　
校歌
1953年（昭和28年）制定。作詞は古賀哲、作曲は陶山聡による。歌詞は3番まであり、各番の歌詞中に校名の「基里中学」が登場する。
通学区域と小中一貫教育
鳥栖市では、2013年（平成25年）度より、市立小中学校全校で連携型の小中一貫教育を行っている。
通学区域は以下の通りで、以下の小学校との間で小中一貫教育を行っている。
- 鳥栖市立基里小学校区（原町、曽根崎町、姫方町、酒井西町、酒井東町、水屋町、飯田町、幡崎町、松原町（1～6班）、桜町（JR九州鹿児島本線以西を除く））

## 沿革
- 1947年（昭和22年）
  - 4月1日 - 学制改革が行われる。
    - 基里村国民学校の初等科が、新制小学校「基里村立基里小学校」（6年制）に改組・改称。
    - 基里村国民学校の高等科が青年学校普通科とともに、新制中学校「基里村立基里中学校」（3年制）に改組・改称。当初、小学校に併設される。
- 1948年（昭和23年）3月31日 - 青年学校が廃止される。
- 1949年（昭和24年）10月 - 西校舎（4教室、職員室、放送室、校長室、宿直室）が完成。
- 1950年（昭和25年）3月 - 東校舎（5教室）が完成。
- 1953年（昭和28年）1月 - 校歌を制定。
- 1954年（昭和29年）4月1日 - 町村合併・市制施行により、「鳥栖市立基里中学校」（現校名）に改称。
- 1956年（昭和31年）
  - 4月 独立校舎（第一期工事）が完成し、移転を完了。
  - 9月 - 1教室を増築。
- 1958年（昭和33年）6月 - 校舎（1教室、礼法室、洋裁室、家事室）が完成。
- 1959年（昭和34年）9月 - 運動場を拡張。
- 1960年（昭和35年）11月 - 旧校舎を移転。
- 1962年（昭和37年）9月 - 校門を建立。
- 1964年（昭和39年）3月 - 技術室が完成。
- 1965年（昭和40年）
  - 9月 - 図書室を移転。
  - 12月 - 体育館が完成。
- 1967年（昭和42年）2月 - 特殊学級を設置。
- 1974年（昭和49年）10月 - プールが完成。
- 1982年（昭和57年）4月 - 視聴覚室を設置。
- 1990年（平成2年）
  - 7月 - 新校舎が完成。
  - 8月 - 新体育館、新プールが完成。
  - 9月 - 新校舎へ移転完了。
- 1993年（平成5年）1月 - 弁当温蔵庫を設置。
- 1999年（平成11年）10月 - スクールアドバイザーを配置。
- 2000年（平成12年）4月 - スクールカウンセラーを配置。
- 2005年（平成17年）5月 -  ツァイツ市（ドイツ）と交流事業を行う。
- 2008年（平成20年）
  - 2月 - 中学校給食を開始。
  - 4月 - 特別支援学級を設置。

## 交通
最寄りの鉄道駅
- JR九州 長崎本線「鳥栖駅」・田代駅

最寄りのバス停留所
- 鳥栖市ミニバス基里地区循環線 「啓心会病院」停留所

最寄りの幹線道路
- 佐賀県道・福岡県道14号鳥栖朝倉線 「基里中学校前」交差点
- 九州自動車道・長崎自動車道・大分自動車道 「鳥栖IC」

## 周辺
- 啓心会病院
- 保育所白鳩園
- 山下川

## 参考資料
- 「鳥栖市史」（1982年（昭和57年）5月, 鳥栖市）